# Ricardo Kierkegaard
Ricardo Kierkegaard (Buenos Aires, 10 de diciembre de 1952) es un jinete argentino que compitió en la modalidad de salto ecuestre en los Juegos Olímpicos de Atlanta 1996 y en los Juegos Panamericanos de 1999, 2003 y 2007.